# Mount Usher
Mount Usher är ett berg i Antarktis. Det ligger i Östantarktis. Nya Zeeland gör anspråk på området. Toppen på Mount Usher är 3 659 meter över havet, eller 111 meter över den omgivande terrängen. Bredden vid basen är 0,86 km.
Terrängen runt Mount Usher är bergig söderut, men norrut är den kuperad. Mount Usher är den högsta punkten i trakten. Trakten är obefolkad. Det finns inga samhällen i närheten.